# Sphaeniscus binoculatus
Sphaeniscus binoculatus är en tvåvingeart som först beskrevs av Mario Bezzi 1928.  Sphaeniscus binoculatus ingår i släktet Sphaeniscus och familjen borrflugor.
Artens utbredningsområde är Fiji. Inga underarter finns listade i Catalogue of Life.